# Calciphylaxie
Die Calciphylaxie oder Kalziphylaxie (synonym: urämisch-kalzifizierende Arteriolopathie, abgekürzt UCA; metastatische Kalzifizierung) ist eine besonders schwere und schmerzhafte Verlaufsform des Knochenabbaus durch Nierenerkrankungen (renale Osteodystrophie). Sie wird durch krankhafte Einlagerungen von Calcium- und Phosphat-Salzen in die Blutgefäßwände und in das Unterhautfettgewebe charakterisiert. Diese Einlagerungen führen zur schweren Schädigung und Entzündung der betroffenen Blutgefäße (Vaskulitis) und des Unterhautfettgewebes (Pannikulitis) und können ein Absterben (Nekrose) der betroffenen Gewebe und Gefäße nach sich ziehen.

## Geschichtliches
Der Begriff der Calciphylaxie wurde in den 1950er und 1960er Jahren von Hans Selye geprägt, der damit, in Anlehnung an die Anaphylaxie, den Reaktionsablauf einer pathologischen Kalkablagerung beschrieb. Experimentell konnte er nach Applikation eines „Sensitizers“ (Selye verabreichte Parathormon oder Dihydrotachysterin) eine hyperkalzämische Stoffwechsellage in Ratten induzieren. Durch eine zeitlich nachfolgende Verabreichung eines „Challengers“ (mechanisch oder chemisch) lassen sich Verkalkungen auslösen. Abhängig vom Challenger lassen sich die betroffenen Gewebe einer Verkalkung voraussagen.

## Ursachen
Einer Calciphylaxie liegt in den meisten Fällen eine schwere Erkrankung der Nieren (Nephropathie) mit Funktionseinschränkung (Niereninsuffizienz) zugrunde. Die Nephropathie führt zu einer Störung der Calcium- und Phosphatausscheidung der Niere. Das von der gesunden Niere gebildete Calcitriol wird nicht mehr in ausreichenden Mengen gebildet. Damit sinkt der hemmende Einfluss des Calcitriols auf die Produktion des Parathormons (PTH) in der Nebenschilddrüse, so dass eine verstärkte Produktion von Parathormon stattfindet (sekundärer Hyperparathyreoidismus). Es entsteht eine Hyperphosphatämie (erhöhte Phosphatlevel im Serum) bei gleichzeitiger Hypokalzämie (verringertes Calcium im Serum).  Durch die in Folge des Parathormon erhöhten Phosphatwerte, kann es zu einer Verbindung des Phosphats mit Calcium im Gewebe kommen, was wiederum zu einer Kalkablagerung ebenda führt. Es resultiert neben den Verkalkungen an abnormen Stellen, eine Ausdünnung der Knochensubstanz (renale Osteodystrophie), vergleichbar mit der Osteoporose.
Bei unverändertem Fortschreiten dieser Prozesse (beispielsweise bei unzureichender Therapie) kommt es zu einem weiteren Anstieg des Phosphats im Serum. Durch zusätzliche Einflüsse wie die Ansäuerung des Blutes (Azidose) kommt es zu einer Begünstigung der Calcium-Phosphat-Salzbildung an nicht-natürlichen Stellen wie beispielsweise den Gefäßwänden der kleinen Arterien (Arteriolen) oder des Unterhautfettgewebes. Die dort entstandenen Salze wirken auf das Gewebe und die Zellen schädlich, bei zunehmender Menge auch tödlich, sodass das betroffene Gewebe abstirbt (Nekrose). Alternativ kann die Einlagerung von Salzen insbesondere in den kleinen Arterien im Zusammenspiel mit der Einlagerung von Fett zu kritischen Gefäßengpässen oder Verschlüssen mit nachfolgender Durchblutungsstörung führen.
In seltenen Fällen kann eine Calciphylaxie auch auftreten, wenn keine Nierenerkrankung besteht. Als zugrunde liegende Erkrankungen werden angegeben: Primärer Hyperparathyreoidismus, Krebserkrankungen, alkoholische Leberzirrhose, Kollagenosen, Therapie mit Glucocorticoiden, Warfarin, Protein-C-Mangel und Protein-S-Mangel.

## Klassifikation
Klinisch können zwei Verlaufsformen nach dem Ort des Auftretens der Calciphylaxie unterschieden werden:
- Bein-Bauch-Typ: Hierbei sind die Weichteile insbesondere der Beine und des Bauches (Abdomen) betroffen
- Extremitäten-Typ: Hierbei sind die Zehen und Finger vorwiegend betroffen. Auch der Penis kann betroffen sein.

Die Unterscheidung zwischen Bein-Bauch-Typ und Extremitäten-Typ ist von untergeordneter Bedeutung. Lediglich die lokale operative Therapie von Nekrosen kann sich entsprechend der Lokalisation unterscheiden; hinsichtlich der allgemeinen Behandlungsgrundsätze ergeben sich keine Unterschiede.

## Symptome
Das erste Symptom ist zumeist Juckreiz (Pruritus), was auf eine Einlagerung von Calcium-Salzen in das Bindegewebe hindeuten kann. Das Symptom Juckreiz ist aber nicht sonderlich spezifisch für eine Calciphylaxie und kann selbst im Rahmen einer schweren Nierenerkrankungen auch andere Ursachen haben (Urämie). Anschließend kommt es zu teilweise schmerzhaften bläulichen Verfärbungen der Haut über den betroffenen Gebieten mit netzartigem oder fleckförmigem Aussehen (Livedo reticularis). Im Fortgang der Erkrankung wandelt sich diese Verfärbung zu einer typischen Nekrose (Absterben) mit dunkelblau bis schwarz verfärbtem Gewebe und zum Teil massiven Schmerzen. Insbesondere bei den Fingern und Zehen kann die Nekrose zur Mumifizierung der betroffenen Gewebe führen. Die so abgestorbenen Gewebe können auch abfallen.

## Differentialdiagnose
Das klinische Bild einer Calciphylaxie weisen Erkrankungen auf, welche aus anderen Gründen zu einer Durchblutungsstörung führen. Diese Erkrankungen sind
- Gefäßentzündung (Vaskulitis) bei Autoimmunerkrankung wie beispielsweise systemische Sklerose (Sklerodermie),
- Kryoglobulinämie,
- Hautzerstörung als Folge der Einnahme von Warfarin (Warfarin-induzierte Hautnekrose),
- Periphere arterielle Verschlusskrankheit (pAVK),
- Gefäßschädigung bei Diabetes mellitus (diabetische Mikro- und/oder Makroangiopathie)

Einige der vorgenannten Erkrankungen können gleichzeitig mit einer Calciphylaxie auftreten oder zu dieser beitragen. Eine Calciphylaxie kann durch eine Vaskulitis infolge Autoimmunerkrankung erschwert oder beschleunigt werden, vor allem wenn die Niere durch die Autoimmunerkrankung ebenfalls geschädigt ist (häufig). Viele Patienten mit einer diabetischen Angiopathie weisen auch zum Teil schwere bis schwerste Schädigungen der Niere auf (diabetische Nephropathie). Die Schädigung der Nieren und die daraus resultierende Calciphylaxie bewirkt eine Erschwerung der zumeist bereits bestehenden diabetesbedingten Gefäßschädigung (diabetische Angiopathie).
Die Erkrankung ähnelt in der feingeweblichen Untersuchung dem Ulcus hypertonicum Martorell.

## Komplikationen
Die schwerste Komplikation der Calciphylaxie ist die Superinfektion der Hautgeschwüre und Nekrosen, zumeist mit Bakterien.

## Therapie
Die Therapie richtet sich in allererster Linie gegen die zugrunde liegende Hyperkalzämie und beinhaltet die Beseitigung von Risikofaktoren. Die Senkung des Calcium- und Phosphatspiegels im Serum sollte entweder durch diätetische Maßnahmen, die Gabe von calciumfreien Phosphatbindern oder durch Dialyse auf ein niedrig-normales Niveau angestrebt werden. Ein Absetzen einer bestehenden Vitamin-D- oder Eisentherapie sollte ebenfalls erfolgen.
Als Summenwirkung dieser Maßnahmen soll die Überproduktion von Parathormon beendet werden. Falls eine Beseitigung des Hyperparathyreoidismus allein mit Medikamenten nicht gelingt – vor allem bei massiver Vergrößerung der Nebenschilddrüsen – ist deren operative Teilentfernung angezeigt. Bei aufgetretener Calciphylaxie ist die teilweise Entfernung der Nebenschilddrüsen meist angezeigt.
Die Bekämpfung bakterieller Superinfektionen ist schwierig, weil das Gewebe (zumeist auch das umliegende) schwer geschädigt und die Wundheilung daher eingeschränkt ist. Systemische Antibiotika sind oftmals aufgrund der Gefährlichkeit der bakteriellen Superinfektion angezeigt, sind jedoch durch die schlechte Durchblutung der betroffenen Gewebe in ihrer Wirksamkeit eingeschränkt.
Lokale Maßnahmen zur verbesserten Wundheilung wie beispielsweise Vakuumdrainagen oder spezielle Wundverbände werden zur Behandlung der betroffenen Gewebe eingesetzt. Kann eine Superinfektion nicht unter Kontrolle gebracht werden oder ist das entsprechende Gewebe bereits abgestorben, verbleibt meist nichts außer der Amputation oder der Entfernung des betroffenen Areals.

## Prognose
Die Prognose der Calciphylaxie ist ernst und die Sterblichkeit hoch (bis zu 80 %). Insbesondere die bakteriellen Superinfektionen der betroffenen Gebiete entziehen sich oft einer effektiven Kontrolle.